# آلپر باغچه‌چی
آلپر باغچه‌چی (انگلیسی: Alper Bagceci؛ زادهٔ ۱۶ آوریل ۱۹۸۴) بازیکن فوتبال اهل آلمان است.
از باشگاه‌هایی که در آن بازی کرده‌است می‌توان به باشگاه فوتبال هایدنهایم و باشگاه فوتبال اولم ۱۸۴۶ اشاره کرد.